# Lurbinectedina
La Lurbinectedina (nota anche come PM01183) è un nuovo farmaco antitumorale, appartenente alla categoria degli alcaloidi derivati prodotti naturali. È strutturalmente correlato alla trabectedina, da cui tuttavia differisce nell'anello C per la presenza di una tetraidro-β-carbolina al posto di una tetraidroisochinolina.

## Farmacodinamica e farmacocinetica
Gli studi indicano che la lurbinectedina sembra agire in modo simile alla trabectedina, per quanto riguarda l'attività antiproliferativa, il danno al DNA e le perturbazioni del ciclo cellulare. Come per la trabectedina, le cellule con sistema Nucleotide Excision Repair (NER) poco efficiente risultano più resistenti al farmaco, mentre cellule deficienti nel sistema di riparazione tramite ricombinazione omologa (HR) e non-omologa (NHR) risultano più sensibili all'azione del chemioterapico.
Sembrano invece sussistere sostanziali differenze nel profilo farmacocinetico dei due farmaci. La trabectedina ha infatti un volume di distribuzione di 2000 L, mentre la lurbinectedina di 478 L. Anche la dose massima tollerata (MTD) risulta essere nell'uomo rispettivamente di 1,5 e 5 mg/m2, con importanti differenze rispetto al topo.

## Impiego clinico
Modelli preclinici in vivo hanno dimostrato che la lurbinectedina da sola o in associazione a cisplatino è risultata efficace nel trattare tumori ovarici epiteliali. Il farmaco sembrerebbe inoltre in grado di superare la resistenza delle cellule tumorali al cisplatino.
Alcuni studi hanno mostrato inoltre la capacità della lurbinectedina di agire in sinergia con la gemcitabina inducendo effetto antitumorale su neoplasie del pancreas, dell'ovaio e del carcinoma polmonare non a piccole cellule.
Nel 2012 l'Agenzia europea per i medicinali (EMA) e la FDA statunitense hanno concesso lo status di farmaco orfano alla lurbinectedina per il trattamento del carcinoma dell'ovaio.
È attualmente è in fase II di sperimentazione per pazienti affetti da leucemia acuta avanzata e da neoplasie dell'ovaio, dell'endometrio, del polmone e della mammella.
Sono in corso studi atti a valutare l'efficacia del farmaco nel trattamento del Sarcoma di Ewing e del mesotelioma pleurico.